# Pseudantheraea
Pseudantheraea là một chi bướm đêm thuộc họ Saturniidae.

## Các loài
- Pseudantheraea discrepans (Butler, 1878)
- Pseudantheraea imperator Rougeot, 1962